# James Thomas Farrell
James Thomas Farrell (Chicago, 27 febbraio 1904 – New York, 22 agosto 1979) è stato uno scrittore statunitense.
Dopo un'infanzia dura, fu educato all'ambiente della piccola borghesia irlandese-americana. All'università scoprì la sua vocazione di scrittore, dopo aver fatto, tra l'altro, il giornalista sportivo. Fra il 1932 e il 1935 pubblicò la trilogia La vita di Studs Lonigan, che lo rivelò uno dei maggiori rappresentanti della "scuola di Chicago".
Il romanzo consiste nell'analisi delle cause che portano il giovane Studs alla morte. Tra queste cause spicca la decadenza morale dell'epoca. La realtà, secondo Farrell, è solo dolore e corruzione e la reazione ad essa è la violenza che si ripercuote anche nel linguaggio. Proprio per questo molte opere di Farrell vennero censurate.
Negli anni seguenti iniziò una tetralogia su Danny O'Neill, rivelando però un rasserenamento dello scrittore. nel 1963 pubblicò  romanzi autobiografici come Il silenzio della storia e iniziò lo studio dei problemi della società americana.
Morì nel 1979.

## Opere tradotte in italiano
- Tutto, ma non un cuore (Gas-House McGinty); traduzione di Giulio De Angelis, Milano : A. Mondadori, 1957
- Studs Lonigan, traduzione di Giuliana Villa, Ideafelix editore, Roma, 2016